# Józef Ramotowski
Józef Ramotowski, pseud. „Skrzetuski”, „Kruk”,  „Rawicz” (ur. 1 listopada 1909 w Janczewie, zm. 28 lipca 2001 w Świdrze) – nauczyciel, żołnierz ZWZ, szef wywiadu III Rejonu Obwodu Łomżyńskiego AK, zastępca prezesa Obwodu Łomżyńskiego WiN.

## Życiorys
Józef Ramotowski był synem Stanisława Andrzeja (1869) i Józefy z domu Mierzejewskiej (1878). W roku 1932 ukończył seminarium nauczycielskie, a następnie eksternistyczny wyższy kurs nauczycielski. Pracował jako nauczyciel w Gralach, a następnie w Wypychach.

### Działalność konspiracyjna
W roku 1940 nawiązał kontakt z ZWZ, po czym organizował konspirację na terenie gminy Przytuły, gdzie pełnił funkcję zastępcy prezesa placówki Przytuły i prowadził wywiad. Pracował jednocześnie jako nauczyciel w Wypychach. Od 1942 roku prowadził również wywiad na terenie gminy Jedwabne. Na początku 1944 roku został szefem wywiadu III Rejonu Obwodu Łomżyńskiego AK. Rejon obejmował gminy Jedwabne, Przytuły i Stawiski.

### Aresztowanie
Ramotowski został aresztowany 1 lipca 1944 roku w Jedwabnem. Próby odbicia zorganizowane w Lesie Jeziorkowskim przez Stanisława Marchewkę  „Rybę” i koło wsi Boguszki przez kapitana Jana Tabortowskiego „Bruzdę”, inspektora inspektoratu III Obwodów łomżyńskiego i grajewskiego AK nie powiodły się. W drugiej z nich zginął Jan Kościelewski „Znicz”, a kapitan „Bruzda” oraz Hipolit Waniewski „Huzar” i Zbigniew Stronowski „Kmicic” zostali ranni. Ponadto w ramach akcji odwetowej Niemcy rozstrzelali 10 mężczyzn we wsi Boguszki. Ramotowski „Rawicz” został uwięziony tymczasowo w Łomży, następnie w obozie koncentracyjnym Gross Rosen – obecnie Rogoźnica, a potem w filii Halbau – obecnie Czyżówek koło Iłowej. Tam został przydzielony do prac przy rozbudowie obozu i rozładunku wagonów, następnie zgłosił się jako mechanik-specjalista obróbki skrawaniem do pracy w fabryce produkującej śmigła w Iłowej, mimo iż nie posiadał żadnych kwalifikacji (dlatego też uległ wypadkowi). W lutym 1945 odmówił, wraz z ok. setką innych więźniów, udania się na zachód w ramach ewakuacji obozu (w czasie tej ewakuacji zginął między innymi dowódca Obwodu Łomżyńskiego AK kpt. Hieronim Łagoda  „Lak”. 20 lutego 1945, dzięki szybkiej ofensywie wojsk radzieckich, zostali oni uwolnieni.

### Działalność powojenna
Ramotowski powrócił w marcu 1945 r. do Janczewa i po krótkiej rekonwalescencji włączył się w działalność konspiracyjną w ramach AKO, a później WiN. We wrześniu 1946 roku został mianowany zastępcą prezesa Obwodu Łomżyńskiego WiN, Kazimierza Jesionkowskiego, osiągnął stopień porucznika czasów wojny i został odznaczony Brązowym i Złotym Krzyżem Zasługi z Mieczami. Oficjalnie pracował w tym czasie jako nauczyciel. W marcu 1947 roku zakończył podziemną walkę zbrojną i ujawnił się wraz z podległymi mu żołnierzami. Na początku 1951 roku, zagrożony aresztowaniem, wrócił do podziemia. Latem 1952 roku dołączył do oddziału „Bruzdy” i przebywał wraz z nim w bazie na bagnach biebrzańskich. W sierpniu 1952 miejsce jego ukrycia zostało zdekonspirowane, a on sam aresztowany. W trakcie strzelaniny, która wywiązała się wówczas między członkami podziemia a grupą operacyjną KBW i UB, Ramotowski został ranny w nogę, a ukrywający się wraz z nim Stanisław Cieślewski „Lipiec” zginął. Oprócz nich zostali ciężko ranni, a następnie zmarli w szpitalu dwaj mieszkańcy Grądów Małych. We wrześniu 1953 roku Wojskowy Sąd Rejonowy w Białymstoku skazał Ramotowskiego na siedem lat więzienia. W maju 1955 został on przedterminowo zwolniony, po rewizji procesu na fali zbliżającej się „odwilży”. Następnie osiadł w Iławie i rozpoczął studia zaoczne na kierunku filologia polska na Uniwersytecie Warszawskim. W roku 1959 otrzymał tytuł magistra.
Na początku lat 60. XX wieku przeniósł się z rodziną do Otwocka, gdzie pracował, do emerytury w roku 1971, jako nauczyciel języka polskiego w szkołach podstawowych. Do początku lat 70. XX wieku pozostawał w kręgu zainteresowania UB i SB jako członek byłej bandy „Bruzdy”. W roku 1980 działał w „Solidarności”, będąc współzałożycielem koła emerytów NSZZ „Solidarność” w Otwocku. Oprócz tego działał czynnie w Związku Żołnierzy AK. Zmarł 28 lipca 2001 w Świdrze i został pochowany na cmentarzu w Otwocku.